# Ibaraki, Ibaraki
Ibaraki (japanska: 茨城町?,  Ibaraki-machi) är en landskommun i Ibaraki prefektur i Japan. 